# Ajet (ehemalige zyprische Fluggesellschaft)
Ajet war eine am 14. März 2006 als Nachfolgerin von Helios Airways gegründete Fluggesellschaft.

## Geschichte
Ajet war eine am 14. März 2006 als Nachfolgerin von Helios Airways gegründete Fluggesellschaft. Der Umzug folgt dem öffentlichkeitswirksamen Absturz einer Helios-Boeing 737-300 am 14. August 2005, bei dem 121 Menschen starben. Am 30. Oktober 2006 gab das Unternehmen bekannt, dass es den Betrieb für die nächsten 90 Tage einstellen werde. Aufgrund dieser Nachricht forderte die Regierung der Republik Zypern die sofortige Zahlung der Steuernachzahlungen. Darüber hinaus forderten Einzelpersonen die sofortige Rückzahlung aller für das Unternehmen erbrachten Dienstleistungen und Waren in bar. Am 31. Oktober 2006 gab das Unternehmen bekannt, dass es den Betrieb sofort einstellen werde. Am 11. November 2006 hieß es auf der Website des Unternehmens, dass die Regierung der Republik Zypern „die Flugzeuge des Unternehmens rechtswidrig festgehalten und seine Konten bei zyprischen Banken eingefroren“ habe. Daraufhin gab das Unternehmen bekannt, dass die geplanten Flüge von anderen Unternehmen durchgeführt würden. Nach Angaben der Eigentümergesellschaft Libra Holidays ist die Entscheidung, Ajet zu schließen, auf niedrige Gewinne und den Druck der Gläubiger zurückzuführen.
Die blauen Streifen am Flugzeug basieren auf die Griechische Flagge. Nach der Insolvenz wurden die Flugzeuge von Ajet an XL Airways UK zurückgegeben.

## Flotte
Die Flotte von Ajet bestand aus einer, später drei geleasten Boeing 737-800.